# CastelBrando
Castel Brando – średniowieczny zamek położony na skałach wapiennych-dolomicie na wysokości 370 m n.p.m., z okien roztacza się widok na wioski Cison di Valmarino i Valmareno w północnych Włoszech.

## Historia
Castel Brando został wybudowany w czasach  jako twierdza obronna w celu ochrony ważnych szlaków komunikacyjnych, które łączyły północne Włochy z krajami po drugiej stronie Alp. Początkowo nie usytuowano tu garnizonu dla ochrony, terytorium pomiędzy rzeki Piawa i Livenza aby ułatwić bezpieczna budowę pre-Alpejskiej część Via Claudia Augusta, ważne dla Rzymu, która związała dolinie rzeki Pad z Recją (nowoczesne Austria) .